# 绍姆洛瓦沙尔海伊
绍姆洛瓦沙尔海伊，是匈牙利维斯普雷姆州所辖的一个村，总面积23.21平方公里，总人口1100，人口密度47.4人/平方公里（2010年1月1日）。